# Mahesh Bhupathi
Mahesh Bhupathi (Madrás, 7 de junio de 1974) es un exjugador profesional de tenis Indio número 1 del mundo de dobles. En 1997, se convirtió en el primer indio en ganar un gran torneo (con Rika Hiraki) Con su victoria en el Open de Australia de dobles mixtos de 2006, se unió al selecto grupo de ocho tenistas que han logrado un Grand Slam en su carrera en dobles mixtos. También es el fundador de la International Premier Tennis League. En diciembre de 2016, Bhupathi fue nombrado próximo capitán no jugador de la India en la Copa Davis y tomó las riendas de Anand Amritraj en febrero de 2017.

## Trayectoria
Mahesh Bhupathi está considerado uno de los mejores jugadores de dobles de las décadas de 1990 y 2000. En 1999, Bhupathi ganó tres títulos de dobles con Leander Paes, incluidos el Roland Garros y Wimbledon. Él y Paes se convirtieron en la primera pareja de dobles en alcanzar las finales de los cuatro Grand Slams, la primera vez que se lograba tal hazaña en la era abierta y la primera desde 1952. El 26 de abril de ese año, se convirtieron en la pareja de dobles número 1 del mundo. Bhupathi también ganó el US Open de dobles mixtos con la japonesa Ai Sugiyama.
En 2006, Bhupathi formó equipo con Martina Hingis en el Open de Australia de dobles mixtos. La pareja, que acudió al torneo sin ser cabeza de serie y como comodín, derrotó a cuatro cabezas de serie y sólo cedió un set en todo el torneo. Bhupathi y Hingis derrotaron a Daniel Nestor y Elena Likhovtseva, sextos cabezas de serie, en sets corridos, por 6-3 y 6-3, y se proclamaron campeones. Fue el sexto Grand Slam de dobles mixtos para Bhupathi, y el primero para Hingis. Al ganar el Abierto de Australia, Bhupathi completó el Grand Slam de su carrera en dobles mixtos.
En 2007, Bhupathi y Radek Štěpánek alcanzaron los cuartos de final de dobles masculinos del Open de Australia 2007. Bhupathi formó equipo con Štěpánek en el Abierto de Francia de 2007 para alcanzar las semifinales de dobles, derrotando en cuartos de final a Jonas Björkman y Max Mirnyi, defensores del título durante dos años. El equipo perdió ante los campeones Mark Knowles y Daniel Nestor. Después de Wimbledon, Bhupathi formó equipo con Pavel Vízner para ganar el Masters de Canadá 2007, derrotando por el camino a la pareja de dobles mejor clasificada, Bob y Mike Bryan. Tras esta victoria, ganó un torneo en New Haven con Nenad Zimonjić. En el US Open de 2007, formó pareja de dobles con Zimonjić. Tras el US Open, el equipo que venció a Bhupathi y Štěpánek en las semifinales del Abierto de Francia, Knowles y Nestor, se separó. Bhupathi se convirtió en pareja de Knowles, mientras que Zimonjić pasó a serlo de Nestor, pero una operación de espalda le dejó fuera hasta finales de año.
En 2009, Bhupathi y su compatriota Sania Mirza ganaron el título de dobles mixtos del Abierto de Australia, al vencer en la final a Nathalie Dechy y Andy Ram por 6-3 y 6-1. La pareja india se resarció así de la decepción de la final del año anterior, cuando fueron derrotados por Sun Tiantian y Nenad Zimonjić. Con esta victoria, la cuenta de Bhupathi en títulos de Grand Slam de dobles mixtos aumentó a siete.
Bhupathi rompió su asociación con Knowles y empezó a jugar de nuevo con Max Mirnyi, con quien jugó para ganar el US Open de 2002. En 2011, Bhupathi se reencontró con su antiguo compañero de juego Leander Paes para el Abierto de Australia de 2011. El equipo llegó a la final, pero perdió por 3-6 y 4-6 ante los hermanos Bryan. El 7 de junio de 2012, Bhupathi y Sania Mirza ganaron los dobles mixtos del Abierto de Francia. El 4 de noviembre de 2012, Bhupathi y su compañero Rohan Bopanna ganaron la Copa Masters de París. A pesar de sufrir un revés con su derrota ante Jonathan Marray y Frederik Nielsen en el estreno de las Finales del ATP Tour, el dúo indio alcanzó la última ronda de las Finales del ATP Tour, pero sufrió una derrota a manos de Marcel Granollers y Marc López.
Bhupathi y Bopanna jugaron con parejas diferentes durante los tres primeros meses de 2013, Bhupathi ganó el torneo de Dubái en marzo con Michaël Llodra, pero se reincorporó a partir del Masters de Montecarlo.

## Estilo de juego
Mahesh Bhupathi es conocido por su gran saque. Según Nadal, su fuerte revés le convierte en el mejor para un jugador de Ad Court. Roger Federer lo aclama como uno de los mejores jugadores de todos los tiempos. A menudo discute estrategias entre los saques con su compañero durante el partido y también se comunica mediante señales con el dedo en la espalda.

## Torneos de Grand Slam

### Campeón Dobles (4)
| Año  | Torneo        | Pareja       | Oponentes en la final         | Resultado              |
| 1999 | Roland Garros | Leander Paes | Goran Ivanišević Jeff Tarango | 6-2 7-5                |
| 1999 | Wimbledon     | Leander Paes | Paul Haarhuis Jared Palmer    | 6-7(10) 6-3 6-4 7-6(4) |
| 2001 | Roland Garros | Leander Paes | Petr Pála Pavel Vízner        | 7-6 6-3                |
| 2002 | US Open       | Max Mirnyi   | Jiří Novák Radek Štěpánek     | 6-3 3-6 6-4            |

### Finalista Dobles (6)
| Año  | Torneo          | Pareja       | Oponentes en la final          | Resultado               |
| 1999 | Australian Open | Leander Paes | Jonas Björkman Patrick Rafter  | 3-6 6-4 4-6 7-6(10) 4-6 |
| 1999 | US Open         | Leander Paes | Sébastien Lareau Alex O'Brien  | 6-7 4-6                 |
| 2003 | Wimbledon       | Max Mirnyi   | Jonas Björkman Todd Woodbridge | 6-3 3-6 6-7(4) 3-6      |
| 2009 | Australian Open | Mark Knowles | Bob Bryan Mike Bryan           | 6-2 5-7 0-6             |
| 2009 | US Open         | Mark Knowles | Leander Paes Lukas Dlouhy      | 6-3 3-6 2-6             |
| 2011 | Australian Open | Leander Paes | Bob Bryan Mike Bryan           | 3-6 4-6                 |

### Campeón Dobles Mixto (8)
| Año  | Torneo          | Pareja             | Oponentes en la final                  | Resultado   |
| 1997 | Roland Garros   | Rika Hiraki        | Lisa Raymond Patrick Galbraith         | 6-4 6-1     |
| 1999 | US Open         | Ai Sugiyama        | Kimberly Po Donald Johnson             | 6-4 6-4     |
| 2002 | Wimbledon       | Elena Likhovtseva  | Kevin Ullyett Daniela Hantuchová       | 6-2 1-6 6-1 |
| 2005 | Wimbledon       | Mary Pierce        | Paul Hanley Tatiana Perebiynis         | 6-4 6-2     |
| 2005 | US Open         | Daniela Hantuchová | Katarina Srebotnik Nenad Zimonjić      | 6-4 6-2     |
| 2006 | Australian Open | Martina Hingis     | Elena Likhovtseva Daniel Nestor        | 6-3 6-3     |
| 2009 | Australian Open | Sania Mirza        | Nathalie Dechy Andy Ram                | 6-3 6-1     |
| 2012 | Roland Garros   | Sania Mirza        | Klaudia Jans-Ignacik Santiago González | 7–6(3), 6–1 |

## Títulos (52; 0+52)

### Individuales (0)
| Leyenda                |
| Grand Slam (0)         |
| Tennis Masters Cup (0) |
| ATP Masters 1000 (0)   |
| ATP Tour (0)           |

### Dobles (52)
| Leyenda                |
| Grand Slam (4)         |
| Tennis Masters Cup (0) |
| ATP Masters 1000 (16)  |
| ATP Tour (32)          |

| N.º | Fecha                    | Torneo               | Superficie    | Pareja              | Oponentes en la final                  | Resultado              |
| 1.  | 7 de abril de 1997       | Chennai              | Dura          | Leander Paes        | Oleg Ogorodov Eyal Ran                 | 7-6 7-5                |
| 2.  | 28 de abril de 1997      | Praga                | Tierra batida | Leander Paes        | Petr Luxa David Škoch                  | 6-1 6-1                |
| 3.  | 28 de julio de 1997      | Montreal             | Dura          | Leander Paes        | Sébastien Lareau Alex O'Brien          | 7-6 6-3                |
| 4.  | 11 de agosto de 1997     | New Haven            | Dura          | Leander Paes        | Sébastien Lareau Alex O'Brien          | 6-4 6-7 6-2            |
| 5.  | 29 de septiembre de 1997 | Pekín                | Dura          | Leander Paes        | Jim Courier Alex O'Brien               | 7-5 7-6                |
| 6.  | 6 de octubre de 1997     | Singapur             | Moqueta       | Leander Paes        | Rick Leach Jonathan Stark              | 6-4 6-4                |
| 7.  | 5 de enero de 1998       | Doha                 | Dura          | Leander Paes        | Olivier Delaitre Fabrice Santoro       | 6-4 3-6 6-4            |
| 8.  | 9 de febrero de 1998     | Dubái                | Dura          | Leander Paes        | Donald Johnson Francisco Montana       | 6-2 7-5                |
| 9.  | 6 de abril de 1998       | Chennai              | Dura          | Leander Paes        | Olivier Delaitre Max Mirnyi            | 6-7 6-3 6-2            |
| 10. | 11 de mayo de 1998       | Roma                 | Tierra batida | Leander Paes        | Ellis Ferreira Rick Leach              | 6-4 4-6 7-6            |
| 11. | 5 de octubre de 1998     | Shanghái             | Moqueta       | Leander Paes        | Todd Woodbridge Mark Woodforde         | 6-4 6-7 7-6            |
| 12. | 2 de noviembre de 1998   | París                | Moqueta       | Leander Paes        | Paul Haarhuis Jacco Eltingh            | 6-4 6-2                |
| 13. | 5 de abril de 1999       | Chennai              | Dura          | Leander Paes        | Wayne Black Neville Godwin             | 4-6 7-5 6-4            |
| 14. | 24 de mayo de 1999       | Roland Garros, París | Tierra batida | Leander Paes        | Goran Ivanišević Jeff Tarango          | 6-2 7-5                |
| 15. | 21 de junio de 1999      | Wimbledon            | Césped        | Leander Paes        | Paul Haarhuis Jared Palmer             | 6-7(10) 6-3 6-4 7-6(4) |
| 16. | 22 de mayo de 2000       | Sankt Pölten         | Tierra batida | Andrew Kratzmann    | Andrea Gaudenzi Diego Nargiso          | 7-6(10) 6-7(2) 6-4     |
| 17. | 9 de octubre de 2000     | Tokio                | Dura          | Leander Paes        | Michael Hill Jeff Tarango              | 6-4 6-7(1) 6-3         |
| 18. | 23 de abril de 2001      | Atlanta              | Tierra batida | Rick Leach          | Michael Hill David Macpherson          | 6-3 7-6(7)             |
| 19. | 30 de abril de 2001      | Houston              | Tierra batida | Rick Leach          | Kevin Kim Jim Thomas                   | 7-6(4) 6-2             |
| 20. | 28 de mayo de 2001       | Roland Garros, París | Tierra batida | Leander Paes        | Petr Pála Pavel Vízner                 | 7-6(5) 6-3             |
| 21. | 6 de agosto de 2001      | Cincinnati           | Dura          | Leander Paes        | Martin Damm David Prinosil             | 7-6(3) 6-3             |
| 22. | 31 de diciembre de 2001  | Chennai              | Dura          | Leander Paes        | Tomáš Cibulec Ota Fukarek              | 5-7 6-2 7-5            |
| 23. | 29 de abril de 2002      | Mallorca             | Tierra batida | Leander Paes        | Julian Knowle Michael Kohlmann         | 6-2 6-4                |
| 24. | 13 de mayo de 2002       | Hamburgo             | Tierra batida | Jan-Michael Gambill | Jonas Björkman Todd Woodbridge         | 6-2 6-4                |
| 25. | 19 de agosto de 2002     | Long Island          | Tierra batida | Mike Bryan          | Petr Pála Pavel Vízner                 | 6-3 6-4                |
| 26. | 26 de agosto de 2002     | US Open, Nueva York  | Dura          | Max Mirnyi          | Jiri Novak Radek Štěpánek              | 6-3 3-6 6-4            |
| 27. | 7 de abril de 2003       | Estoril              | Tierra batida | Max Mirnyi          | Lucas Arnold Mariano Hood              | 6-1 6-2                |
| 28. | 14 de abril de 2003      | Montecarlo           | Tierra batida | Max Mirnyi          | Michael Llodra Fabrice Santoro         | 6-4 3-6 7-6(6)         |
| 29. | 4 de agosto de 2003      | Montreal             | Dura          | Max Mirnyi          | Jonas Björkman Todd Woodbridge         | 6-3 7-6(4)             |
| 30. | 29 de septiembre de 2003 | Moscú                | Moqueta       | Max Mirnyi          | Wayne Black Kevin Ullyett              | 6-3 7-5                |
| 31. | 13 de octubre de 2003    | Madrid               | Dura          | Max Mirnyi          | Wayne Black Kevin Ullyett              | 6-2 2-6 6-3            |
| 32. | 12 de enero de 2004      | Auckland             | Dura          | Fabrice Santoro     | Jiri Novak Radek Štěpánek              | 4-6 7-5 6-3            |
| 33. | 1 de marzo de 2004       | Dubái                | Dura          | Fabrice Santoro     | Jonas Björkman Leander Paes            | 6-2 4-6 6-4            |
| 34. | 3 de mayo de 2004        | Roma                 | Tierra batida | Max Mirnyi          | Wayne Arthurs Paul Hanley              | 2-6 6-3 6-4            |
| 35. | 1 de marzo de 2004       | Bastad               | Tierra batida | Jonas Björkman      | Simon Aspelin Todd Perry               | 4-6 7-6(2) 7-6(6)      |
| 36. | 26 de julio de 2004      | Montreal             | Dura          | Leander Paes        | Jonas Björkman Max Mirnyi              | 6-4 6-2                |
| 37. | 1 de marzo de 2005       | Sídney               | Dura          | Todd Woodbridge     | Arnaud Clément Michael Llodra          | 6-3 6-3                |
| 38. | 11 de septiembre de 2006 | Pekín                | Dura          | Mario Ančić         | Michael Berrer Kenneth Carlsen         | 6-4 6-3                |
| 39. | 25 de septiembre de 2006 | Bombay               | Dura          | Mario Ančić         | Rohan Bopanna Mustafa Ghouse           | 6-4 6-7(6) 10-8 (MTB)  |
| 40. | 5 de agosto de 2007      | TMS Montreal         | Dura          | Pavel Vízner        | Paul Hanley Kevin Ullyett              | walkover               |
| 41. | 19 de agosto de 2007     | New Haven            | Dura          | Nenad Zimonjić      | Mariusz Fyrstenberg Marcin Matkowski   | 6-3 6-3                |
| 42. | 25 de febrero de 2008    | Memphis              | Dura          | Mark Knowles        | Sanchai Ratiwatana Sonchat Ratiwatana  | 7-6(5) 6-2             |
| 43. | 3 de marzo de 2008       | Dubái                | Dura          | Mark Knowles        | Martin Damm Pavel Vízner               | 7-5 7-6(7)             |
| 44. | 26 de octubre de 2008    | Basilea              | Dura          | Mark Knowles        | Christopher Kas Philipp Kohlschreiber  | 6-3 6-3                |
| 45. | 10 de agosto de 2009     | Montreal             | Dura          | Mark Knowles        | Max Mirnyi Andy Ram                    | 6-4 6-3                |
| 46. | 14 de noviembre de 2010  | París                | Dura (i)      | Max Mirnyi          | Mark Knowles Andy Ram                  | 7-5 7-5                |
| 47. | 9 de enero de 2011       | Chennai              | Dura          | Leander Paes        | Robin Haase David Martin               | 6-2 6-7(3) 10-7        |
| 48. | 2 de abril de 2011       | Miami                | Dura          | Leander Paes        | Max Mirnyi Daniel Nestor               | 6–7(5), 6–2, 10-5      |
| 49. | 20 de agosto de 2011     | Cincinnati           | Dura          | Leander Paes        | Michael Llodra Nenad Zimonjic          | 7–6(4), 7–6(2)         |
| 50. | 3 de marzo de 2012       | Dubái                | Dura          | Rohan Bopanna       | Mariusz Fyrstenberg Marcin Matkowski   | 6-4 3-6 10-5           |
| 51. | 4 de noviembre de 2012   | París                | Dura (i)      | Rohan Bopanna       | Aisam-ul-Haq Qureshi Jean-Julien Rojer | 7-6(5) 6-3             |
| 52. | 2 de marzo de 2013       | Dubái                | Dura          | Michaël Llodra      | Robert Lindstedt Nenad Zimonjić        | 7-6(6) 7-6(6)          |

### Finalista en dobles (torneos destacados)
- 1997: Los Ángeles (junto a Rick Leach pierden ante Sébastien Lareau y Alex O'Brien)
- 1997: Hartford Doubles Championship (junto a Leander Paes pierden ante Rick Leach y Jonathan Stark)
- 1998: Singapur (junto a Leander Paes pierden ante Todd Woodbridge y Marcos Woodforde
- 1998: Masters de Stuttgart (junto a Leander Paes pierden ante Sébastien Lareau y Alex O'Brien)
- 1999: Australian Open (junto a Leander Paes pierden ante Jonas Björkman y Patrick Rafter
- 1999: US Open (junto a Leander Paes pierden ante Sébastien Lareau y Alex O'Brien)
- 1999: Hartford Doubles Championships (junto a Leander Paes pierden ante Sébastien Lareau y Alex O'Brien)
- 2000: Bangalore Doubles Championships (junto a Leander Paes pierden ante Donald Johnson y Piet Norval)
- 2001: Masters de París (junto a Leander Paes pierden ante Ellis Ferreira y Rick Leach)
- 2002: Masters de Cincinnati (junto a Max Mirnyi pierden ante James Blake y Todd Martin)
- 2002: Masters de Madrid (junto a Max Mirnyi pierden ante Mark Knowles y Daniel Nestor)
- 2003: Masters de Hamburgo (junto a Max Mirnyi pierden ante Mark Knowles y Daniel Nestor)
- 2003: Wimbledon (junto a Max Mirnyi pierden ante Jonas Björkman y Todd Woodbridge)
- 2008: Masters de Miami (junto a Mark Knowles pierden ante Bob Bryan y Mike Bryan)
- 2008: Masters de Montecarlo (junto a Mark Knowles pierden ante Rafael Nadal y Tommy Robredo)
- 2008: Masters de Madrid (junto a Mark Knowles pierden ante Mariusz Fyrstenberg y Marcin Matkowski)
- 2009: Australian Open (junto a Mark Knowles pierden ante Bob Bryan y Mike Bryan)
- 2009: US Open (junto a Mark Knowles pierden ante Leander Paes y Lukas Dlouhy)
- 2010: Masters de Miami (junto a Max Mirnyi pierden ante Lukas Dlouhy y Leander Paes)
- 2010: Masters de Montecarlo (junto a Max Mirnyi pierden ante Daniel Nestor y Nenad Zimonjic)
- 2010: Masters de Cincinnati (junto a Max Mirnyi pierden ante Bob Bryan y Mike Bryan)
- 2010: ATP World Tour Finals (junto a Max Mirnyi pierden ante Daniel Nestor y Nenad Zimonjic)
- 2012: Masters de Shanghái (junto a Rohan Bopanna pierden ante Leander Paes y Radek Štěpánek)
- 2012: ATP World Tour Finals (junto a Rohan Bopanna pierden ante Marcel Granollers y Marc López)

### Challengers (12)
| N.º | Fecha                    | Torneo      | Superficie    | Pareja          | Oponentes en la final                   | Resultado   |
| --- | ------------------------ | ----------- | ------------- | --------------- | --------------------------------------- | ----------- |
| 1.  | 12 de diciembre de 1994  | Adelaida    | Césped        | Dick Norman     | Scott Draper Peter Tramacchi            | 7-6 7-6     |
| 2.  | 4 de septiembre de 1995  | Aruba       | Dura          | Leander Paes    | José Antonio Conde Christo Van Rensburg | 6-4 4-6 7-6 |
| 3.  | 22 de abril de 1996      | Fergana     | Dura          | Leander Paes    | Geoff Grant Maurice Ruah                | 6-3 7-6     |
| 4.  | 2 de septiembre de 1996  | Aruba       | Dura          | Leander Paes    | Grant Stafford Sebastien Leblanc        | 6-2 6-3     |
| 5.  | 9 de septiembre de 1996  | Madrás      | Dura          | Leander Paes    | Sander Groen Oleg Ogorodov              | 7-5 6-1     |
| 6.  | 23 de septiembre de 1996 | Pekín       | Dura          | Peter Tramacchi | Nir Welgreen Andrés Zingman             | 6-2 6-3     |
| 7.  | 28 de octubre de 1996    | Ahmedabad   | Tierra batida | Leander Paes    | Georg Blumauer Udo Plamberger           | 6-3 3-6 6-3 |
| 8.  | 6 de enero de 1997       | Singapur    | Dura          | Leander Paes    | Michael Joyce Scott Melville            | 6-4 4-6 7-6 |
| 9.  | 17 de febrero de 1997    | Kioto       | Carpeta       | Wayne Black     | Satoshi Iwabuchi Takao Suzuki           | 6-4 6-7 6-1 |
| 10. | 21 de abril de 1997      | Praga       | Tierra batida | Leander Paes    | Devin Bowen Tuomas Ketola               | 6-4 6-0     |
| 11. | 5 de mayo de 1997        | Jerusalén   | Dura          | Leander Paes    | Wayne Black Kevin Ullyett               | 6-7 6-2 7-6 |
| 12. | 23 de febrero de 1998    | Ho Chi Minh | Dura          | Peter Tramacchi | Max Mirnyi Kevin Ullyett                | 6-4 6-0     |

## Premios
- Padma Shri, 2001.[9]
- Sports people 4 Change Karmaveer Puraskaar, 2007,[10] iCONGO-Confederación de ONGs.[11]
- Copa Davis: Premio al Compromiso.[12]